# Ytsteholmane
Ytsteholmane est une île dans le landskap Sunnhordland du comté de Vestland. Elle appartient administrativement à Øygarden.

## Géographie
Rocheux et désertique, l'ensemble est composé de cinq îlots qui s'étendent sur environ 292 m de longueur pour une largeur approximative de 221 m.